# Visas and Virtue
Visas and Virtue é um filme de drama em curta-metragem estadunidense de 1997 dirigido e escrito por Chris Tashima. Venceu o Oscar de melhor curta-metragem em live action na edição de 1998.

## Elenco
- Chris Tashima - Chiune "Sempo" Sugihara
- Susan Fukuda - Yukiko Sugihara
- Diana Georger - Helena Rosen
- Lawrence Craig - Nathan Rosen
- Shizuko Hoshi - Narrador